# Hermann Müller (Radsportler)
Hermann Müller (* 30. November 1911; † unbekannt) war ein deutscher Radrennfahrer.

## Sportliche Laufbahn
Als Amateur wurde er 1926 Zweiter im Eintagesrennen Rund um die Hainleite hinter Otto Gugau.
Müller war von 1927 bis 1937 Berufsfahrer. Er startete unter anderem für die deutschen Radsportteams Diamant und Opel.
Müller gehörte 1932 zu den deutschen Startern in der Tour de France. Neben der deutschen Nationalmannschaft fuhren Müller, Karl Altenburger und Karl Olboeter als Einzelfahrer in dem Etappenrennen. Auf der 13. Etappe der Tour schied er aus.
1932 gewann er das Eintagesrennen Nordwestschweizer Rundfahrt vor Gottlieb Wanzenried.
Ab 1938 startete er wieder als Amateur. Er wurde 1939 beim Sieg von Ludwig Hörmann Dritter der nationalen Meisterschaft im Straßenrennen.